# Campeonato Carioca de Voleibol Masculino

|-
 

 

 

 

 

 

 

 

 

 

 

 

 

 

 

 

 

 

 

 

 

 

 

 

 

 

 

 

 

 

 

 

 

 

 

 

 

 

 

 

 

 

 

 

 

 

 

 

 

 

 

 

 

 

 

 

 

 

 

 

 

 

 

 

 

 

 

 

 

 

 

 

 

 

 

 

 

 

 

 

 

 

 

 

 

 

 

 

 

 

 

 

 

 

 

 

 

 

 

 

 

 

 

 

 

 

 

 

 

 

 

 

 

 

 

 

 

 

 

 

 

 

 

 

 

 

 

 

 

 

 

 

 

 

 

 

 

 

 

 

 

 

 

 

 

 

 

 

 

 

 

 

 

 

 

 

 

 

 

 

 

 

 

 

 

 

 

 

 

 

 

 

 

 

 

 

 

 

 

 

 

 

 

 

 

 

 

 

 

 

 

 

 

 

 

 

 

 

 

 

 

 

 

 

 

 

 

 

 

 

 

 

 

 

 

 

 

 

 

 

 

 

 

 

 

 

 

 

 

 

 

 

 

 

 

 

 

 

 

 

 

 

 

 

 

 

 

 

 

 

 

 

 

 

 

 

 

 

 

 

 

 

 

 

 

 

 

 

 

 

 

 

 

 

 

 

 

 

 

 

 

 

 

 

 

 

 

 

 

 

 

 

 

 

 

 

 

 

 

 

 

 

 

 

 

 

 

 

 

 

 

 

 

 

 

 

 

 

 

 

 

 

 

 

 

 

 

 

 

 

 

 

 

 

 

 

 

 

 

 

 

 

 

 

 

 

 

 

 

 

 

 

 

 

 

 

 

 

 

 

 

 

 

 

 

 

 

 

 

 

 

 

 

 

 

 

 

 

 

 

 

 

 

 

 

 

 

 

 

 

 

 

 

 

 

 

 

 

 

 

 

 

 

 

 

 

 

 

 

 

 

 

 

 

 

 

 

 

 

 

 

 

 

 

 

 

 

 

 

 

 

 

 

 

 

 

 
O Campeonato Carioca de Voleibol Masculino é a principal competição de clubes de voleibol masculino do estado do Rio de Janeiro e um dos principais campeonatos estaduais do Brasil. Atualmente é chamado de Campeonato Estadual de Voleibol Masculino, a competição é organizada  pela Federação de Volley-Ball do Estado do Rio de Janeiro. O torneio costuma ter número variável de equipes participantes a cada edição.
No passado uma característica bastante comum no campeonato era a associação de equipes de outros estados com clubes do Rio de Janeiro para a disputa do campeonato.

## História
A Federação de Volley-Ball do Estado do Rio de Janeiro resultou da transformação em 23 de junho de 1976, da Federação Metropolitana de Volley-Ball, que agregou as filiadas do Departamento de Volley-Ball da Federação Fluminense de Desportos, é filiada a Confederação Brasileira de Volley-Ball. A Federação Metropolitana de Volley-Ball, foi fundada como Liga de Volley-Ball do Rio de Janeiro, em 14 de setembro de 1938.

## Edição atual
Equipes que disputam o Campeonato Estadual Adulto de Voleibol Masculino 2019
| Equipe           | Cidade                |
| ---------------- | --------------------- |
| Botafogo         | Rio de Janeiro        |
| Flamengo         | Rio de Janeiro        |
| Sesc Rio         | Rio de Janeiro        |
| Campos Vôlei/FME | Campos dos Goytacazes |

## Campeões Adulto

### Títulos por equipes
- Botafogo FR - 23
- CR Flamengo - 19
- Fluminense FC - 10
- São Cristóvão FR - 6
- ADC Bradesco Atlântica - 5
- SESC-RJ - 4
- RJX - 3
- AABB Rio - 3
- Tijuca TC - 3
- Volta Redonda FC - 2
- PM Petrópolis - 2
- Olympikus EC - 2
- Niterói VC - 2
- PM Volta Redonda - 1
- CU Celso Lisboa - 1
- Universo/Campos - 1
- CR Vasco da Gama - 1
- AABB Campos - 1
- America FC - 1

## Categorias de base

### Campeões Estaduais Juvenil - Atualmente Sub-21
| Clube                               | Total | Anos dos campeonatos |
| ----------------------------------- | ----- | --- |
| CR Flamengo                         | 20    | 1956; 1959; 1960; 1974; 1975; 1987; 1988; 1989; 1990; 1991; 1992; 1993; 2003; 2006; 2012; 2013; 2014; 2015; 2019 e 2021 |
| Botafogo FR                         | 16    | 1954; 1955; 1962; 1963; 1964; 1965; 1968; 1979; 1980; 2002; 2007; 2009; 2011; 2016, 2017 e 2018                         |
| Fluminense FC                       | 13    | 1952; 1953; 1967; 1969; 1970; 1972; 1973; 1976; 1977; 1978; 1983; 2001 e 2008                                           |
| Tijuca TC                           | 4     | 1966; 1996; 1997 e 2010                                                                                                 |
| CIB                                 | 3     | 1961; 1971 e 1982 |
| Olympikus                           | 2     | 1998 e 1999 |
| Bradesco                            | 2     | 1985 e 1986 |
| Atlântica Boavista                  | 1     | 1984 |
| AABB Rio                            | 1     | 1981 |
| Canto do Rio                        | 1     | 1994 |
| AABB Niterói                        | 1     | 1995 |
| CR Vasco da Gama                    | 1     | 2000 |
| Prefeitura Municipal de Nova Iguaçu | 1     | 2004 |

### Campeões Estaduais Infanto-Juvenil - Atualmente Sub-18
| Clube                                  | Total | Anos dos campeonatos                                                                            |
| -------------------------------------- | ----- | ----------------------------------------------------------------------------------------------- |
| CR Flamengo                            | 16    | 1987; 1988; 1989; 1994; 1995; 1996; 1998; 2000; 2003; 2007; 2009; 2010; 2011; 2016; 2017 e 2021 |
| Fluminense FC                          | 10    | 1972; 1973; 1976; 1982; 1993; 2001; 2002; 2013; 2018 e 2019                                     |
| Botafogo FR                            | 7     | 1977; 1979; 1981; 1991; 2006; 2014 e 2015                                                       |
| Tijuca TC                              | 4     | 1997; 2004; 2008 e 2012                                                                         |
| CIB                                    | 3     | 1974; 1975 e 1990                                                                               |
| AABB Rio                               | 2     | 1978 e 1980                                                                                     |
| Bradesco                               | 2     | 1985 e 1986                                                                                     |
| America Football Club (Rio de Janeiro) | 1     | 1983                                                                                            |
| Atlântica Boavista                     | 1     | 1984                                                                                            |
| CR Vasco da Gama                       | 1     | 1992                                                                                            |
| Olympikus                              | 1     | 1999                                                                                            |

### Campeões Estaduais Infantil - Atualmente Sub-16
| Clube               | Total | Anos dos campeonatos |
| ------------------- | ----- | --- |
| Fluminense          | 26    | 1963; 1964; 1965; 1967; 1968; 1969; 1971; 1973; 1974; 1976; 1982; 1983; 1984; 1987; 1989; 1992; 1994; 2000; 2001; 2002; 2003; 2007; 2011; 2012; 2018 e 2019 |
| CR Flamengo         | 9     | 1985; 1990; 1998; 2008; 2009; 2015; 2016; 2017 e 2021 |
| Tijuca TC           | 6     | 1995; 1997; 1999; 2004; 2010 e 2014 |
| Botafogo FR         | 5     | 1966; 1975; 1977; 1978 e 2013 |
| CIB                 | 3     | 1988; 1991 e 1993 |
| AABB Rio            | 3     | 1979; 1980 e 1981 |
| Bradesco            | 1     | 1986 |
| Hebraica SCER       | 1     | 1972 |
| CR Vasco da Gama    | 1     | 1996 |
| Niterói Vôlei Clube | 1     | 2006 |

### Campeões Estaduais Mirim - Atualmente Sub-14
| Clube               | Total | Anos dos campeonatos                                                                      |
| ------------------- | ----- | ----------------------------------------------------------------------------------------- |
| Fluminense          | 15    | 1982; 1983; 1984; 1987; 1993; 1995; 1998; 2001; 2005; 2006; 2010; 2011, 2012; 2014 e 2017 |
| CR Flamengo         | 7     | 1974; 1996; 2007; 2009; 2013; 2018 e 2021                                                 |
| Tijuca TC           | 5     | 1973; 1997; 1999; 2000 e 2003                                                             |
| Botafogo FR         | 5     | 1976; 1977; 1994; 2002 e 2019                                                             |
| AABB Rio            | 4     | 1978; 1981; 2015(AABB/SADA) e 2016(AABB/SADA)                                             |
| CIB                 | 2     | 1971 e 1992                                                                               |
| Bradesco            | 2     | 1985 e 1986                                                                               |
| Niterói Vôlei Clube | 2     | 2004 e 2008                                                                               |
| Hebraica SCER       | 1     | 1975                                                                                      |